# The Musical Times
The Musical Times, sovint abreujada com a MT, és una revista de música clàssica editada al Regne Unit. Es va fundar l'any 1844 i des de llavors s'ha publicat ininterrompudament, la qual cosa la converteix en la més veterana del país. El seu títol inicial fou The Musical Times and Singing Class Circular fins al 1903, data en la qual es va abreujar. Entre 1967 i 1987 Stanley Sadie va dirigir la publicació.